# ماکسین
ماکسین (به انگلیسی: MaXXXine) یک فیلم آمریکایی اسلشر به نویسندگی و کارگردانی تی وست محصول ۲۰۲۴ است. این سومین قسمت از مجموعه‌فیلم ایکس، پس از فیلم‌های ایکس و پرل می‌باشد. در این قسمت میا گاث، که نقش خود را به عنوان ماکسین (و همچنین به عنوان تهیه‌کننده) بازی می‌کند، در کنار الیزابت دبیکی، موزس سامنی، میشل موناهن، بابی کاناوله، لی‌لی کالینز، هالزی، جانکارلو اسپوزیتو و کوین بیکن حضور دارد. در این فیلم، ماکسین به عنوان تنها بازمانده یک قتل‌عام، برای شهرت و موفقیت در دهه ۱۹۸۰ لس آنجلس گام برمی‌دارد در حالی که توسط یک قاتل زنجیره‌ای ملقب به نایت استاکر مورد تعقیب قرار می‌گیرد.
ماکسین نمایش افتتاحیه خود را در سالن نمایش چینی گرامن انجام داد در ۵ ژوئیه ۲۰۲۴ در ایالات متحده توسط ای۲۴ اکران شد. این فیلم نقدهای به طور کلی مثبت دریافت و با فروش ۲۲ میلیون دلار به پرفروش‌ترین فیلم این سری تبدیل شد.

## طرح داستان
ماکسین پس از اینکه تنها بازمانده حوادث یک قتل‌عام بود، در اوایل دهه ۱۹۸۰ به لس آنجلس نقل مکان می‌کند تا رویاهای خود را برای تبدیل شدن به یک بازیگر مشهور دنبال کند، اما توسط یک قاتل زنجیره‌ای ملقب به شکارچی شب مورد تعقیب قرار می‌گیرد.

## بازیگران
- میا گاث در نقش ماکسین
- الیزابت دبیکی در نقش الیزابت بندِر، کارگردان فیلم پیوریتن ۲[پ]
- موزس سامنی در نقش لئون
- میشل موناهن در نقش کارآگاه اداره پلیس لس آنجلس
- بابی کاناواله در نقش کارآگاه اداره پلیس لس آنجلس
- لی‌لی کالینز در نقش مالی بنت، یک بازیگر زن در فیلم پیوریتن ۲
- هالزی در نقش تبی مارتین
- جانکارلو اسپوزیتو در نقش تدی نایت، نماینده صنعت فیلم بزرگسالان و بازیگران فیلم Z-list
- کوین بیکن در نقش جان لابات، یک کارآگاه خصوصی
- سوفی تاچر در نقش یک هنرمند جلوه‌های ویژه
- ند وان در نقش مجری اخبار
- کلویی فارنورث در نقش امبر جیمز، ستاره پورن و دوست ماکسین
- سایمون پرست در نقش ارنست میلر، مبلغ تلویزیون و پدر ماکسین

## تولید

### توسعه
پس از نمایش پرل در نیمه‌شب جنون در بخش «میدنایت کلایمکس» در جشنواره بین‌المللی فیلم تورنتو ۲۰۲۲، تی وست از ساخت فیلم سوم با نام MaXXXine خبر داد. پس از اعلام این خبر، این فیلمساز کلیپی از این فیلم را منتشر کرد. وست فیلمنامه را نوشت و کارگردانی فیلم را نیز برعهده دارد و میا گاث در نقش ماکسین از فیلم اول بازی می‌کند. در آوریل ۲۰۲۳، الیزابت دبیکی، موزس سامنی، میشل موناهن، بابی کاناوله، لی‌لی کالینز، هالزی، جانکارلو اسپوزیتو و کوین بیکن به بازیگران پیوستند. این فیلم توسط لیتل لمب و مد سولار تولید شده است.
تصویربرداری اصلی از ۱۱ آوریل ۲۰۲۳ تا ۲۴ مه ۲۰۲۳ آغاز شد. فیلمبرداری هفت هفته طول کشید، و در لوکیشن لس آنجلس انجام شد. فیلمبرداری در فوریه ۲۰۲۴ به پایان رسید.
در ژانویه ۲۰۲۴، گزارش شد که جیمز هانتر، بازیگر پس‌زمینه فیلم، که نقش یک جسد را در صحنه فیلمبرداری بازی می‌کرد، از میا گاث شکایت کرده است، زیرا ادعا شده که گاث به طرز عمدی به سر او لگد زده است و سپس او را در این مورد به تسمخر گرفته است. این شکایت همچنین شامل یک ادعای فسخ نادرست قرارداد علیه شرکت ای۲۴ و کارگردان تی وست می‌باشد.

### موسیقی
تایلر بیتس که موسیقی متن ایکس و پرل را نیز انجام داده بود، برای آهنگسازی برای این فیلم بازگشت.

## بازاریابی
در ۱۳ سپتامبر ۲۰۲۲، یک تیزر تریلر اعلام کننده دنباله ای برای ایکس، با عنوان MaXXXine، مدت کوتاهی پس از نمایش پرل در جشنواره بین‌المللی فیلم تورنتو ۲۰۲۲ منتشر شد. این تیزر آهنگ ۱۹۸۳ سینث-پاپ «وسواس» توسط انیموشن را به همراه داشت. اسکات وامپلر از فانگوریا از این اعلامیه غافلگیرکننده خوشحال شد و تیزر را «با پیچ عالی، در سطح تالار مشاهیر» نامید.
در ۱ مه ۲۰۲۳، اولین تصویر از گاث و هالزی در لباس به عنوان شخصیت‌های مربوطه توسط ای۲۴ و حساب‌های رسانه‌های اجتماعی فیلم به اشتراک گذاشته شد. روی تصویر نوشته شده بود: «زندگی‌ای که او سزاوار آن است»، که اشاره‌ای به مانترای شخصیت ماکسین دارد که در سرتاسر ایکس گفته می‌شود. گلن رولی از مجله بیلبورد به تغییر دراماتیک لباس گاث از سبک «خانه کوچک در دشت» به «یال بلوند ژولیده و بادگیر سبز رنگین‌کمانی» اشاره کرد.

## انتشار
ماکسین در تاریخ ۵ ژوئیه ۲۰۲۴ منتشر شد. ای۲۴ علاوه بر نقش تولید، به عنوان شرکت توزیع کننده نیز خدمت کرد.

## بازخورد
در وبگاه جمع‌آوری نقد راتن تومیتوز، ٪۷۳ از ۲۵۱ بررسی منتقدان مثبت است و میانگینِ امتیاز آن ۶٫۵/۱۰ است. اجماع این وبگاه چنین می‌نویسد: «ماکسین با سرمستی و سبک غول‌پیکر خود، یک پاستیچ ناهموار اما پر جنب و جوش است که رکابی را در قلب هالیوود می‌راند.» این فیلم در متاکریتیک که از میانگین وزنی استفاده می‌کند، بر اساس نظر ۴۹ منتقدین امتیاز ۶۴ از ۱۰۰ را کسب کرده که نشان‌گر «نقدهای عموماً مطلوب» است. تماشاگران شرکت‌کننده در نظرسنجی سینماسکور به فیلم نمره متوسط «B» را در مقیاس A+ تا F داده‌اند (بالاتر از «B-» پرل)، در حالی که آن‌هایی که توسط پست ترک ارزیابی شدند ۷۶ درصد امتیاز مثبت به فیلم داده‌اند و ۵۹ درصد گفته‌اند که قطعاً آن را توصیه می‌کنند.

## آینده
اگرچه ماکسین در ابتدا به عنوان پایان سه‌گانه ایکس معرفی شده بود، تی وست بعداً در فوریه ۲۰۲۴ اعلام کرد که برنامه‌هایی برای قسمت چهارم دارد که البته به استقبال فیلم بستگی دارد. اواخر همان سال، وست تأیید کرد که در حال کار بر روی فیلم چهارم است و ممکن است آن را به عنوان پروژه بعدی خود توسعه دهد.

## یادداشت
1. ↑  پس از زنده‌ماندن از وقایع ایکس
2. ↑  Night Stalker
3. ↑  The Puritan II